# Amalophyllon
Amalophyllon, biljni rod iz porodice gesnerijevki čijih je 13 vrsta rasprostranjeno po Srednjoj i Južnoj Americi. Dio je podtribusa Gloxiniinae.

## Opis roda
Amalophyllon je rod općenito malih, niskih biljaka s ljuskastim rizomima. Rasprostranjen diljem Srednje Amerike i na zapadu Južne Amerike u Andama, često se nalazi kako raste u vlažnim okruženjima u blizini ulaza u špilje ili pored potoka i rijeka. Brojne vrste koje su prethodno klasificirane u rodu Phinaea nedavno su prebačene u Amalophyllon. Ovaj rod se sve više uzgaja među hobistima, jer su lišće i mali bijeli cvjetovi atraktivni. Prilično se lako uzgaja u umjereno zaštićenim okruženjima.

## Vrste
1. Amalophyllon albiflorum (Rusby) Boggan, L.E.Skog & Roalson
2. Amalophyllon caripense (Klotzsch & Hanst.) Boggan, L.E.Skog & Roalson
3. Amalophyllon clarkii Boggan, L.E.Skog & Roalson
4. Amalophyllon divaricatum (Poepp.) Boggan, L.E.Skog & Roalson
5. Amalophyllon ecuadoranum (Wiehler) J.L.Clark
6. Amalophyllon laceratum (C.V.Morton) Boggan, L.E.Skog & Roalson
7. Amalophyllon macrophylloides Boggan, L.E.Skog & Roalson
8. Amalophyllon macrophyllum (Wiehler) Boggan, L.E.Skog & Roalson
9. Amalophyllon miraculum J.L.Clark; otkrivena 2024:
10. Amalophyllon parviflorum (A.Braun & C.D.Bouché) Boggan, L.E.Skog & Roalson
11. Amalophyllon repens (Donn.Sm.) Boggan, L.E.Skog & Roalson
12. Amalophyllon roezlii (Regel) Boggan, L.E.Skog & Roalson
13. Amalophyllon rubidum (Lem.) Boggan, L.E.Skog & Roalson
14. Amalophyllon rupestre Brandegee